# Câmera corporal

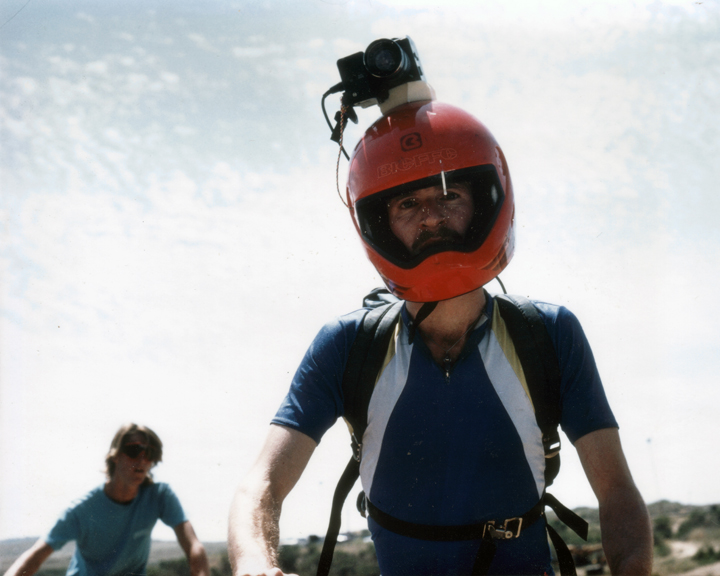
Motociclista usando uma das primeiras 'câmeras de capacete', 1987.

A câmera corporal (do inglês: bodycam), câmera junto ao corpo, ou câmera vestível, é um dispositivo vestível (wearable) de registro de áudio, vídeo e, fotográfico, diferente das chamadas dashcams (ou câmera de console), que são usadas desde a década de 1980 pela polícia nos Estados Unidos usualmente no vidro frontal do veículo.
As câmeras corporais têm uma variedade de uso e estilo, dos quais o uso mais conhecido é como parte do equipamento de policiamento e militares, mas sua aplicação também ocorre no comércio, sistema de saúde, jornalismo, sousveillance e vigilância.
Pesquisas sobre o impacto das câmeras pela polícia mostram evidências mistas quanto ao impacto no uso da força e na confiança das comunidades na polícia.

## Projeto

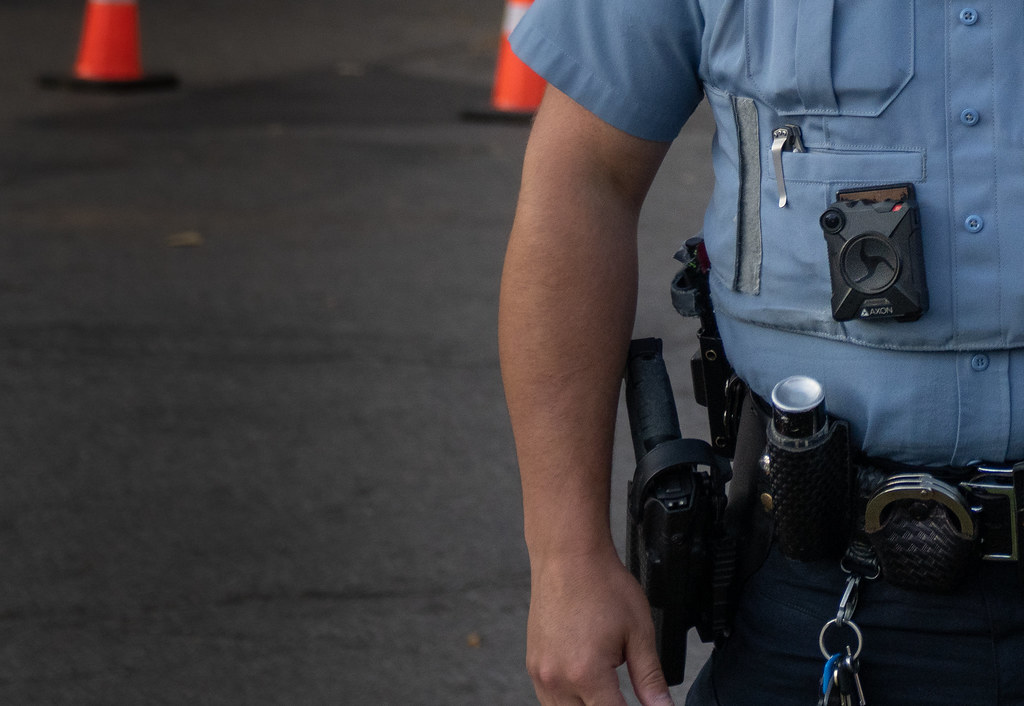
Exemplo de câmera policial em posição baixa.

As câmeras costumam ser projetadas para serem usadas em um de três locais: no torso, embutidas em um capacete ou em óculos. Alguns apresentam recursos de streaming, posicionamento GPS, armazenamento local, ou transferência automática para armazenamento em nuvem. A integração entre aparelho e gerenciamento de frota também é oferecido. Algumas câmeras oferecem ativação automática com a capacidade de aderir às políticas de gravação específicas de cada agência.

### Novas tecnologias
Com o sucesso e demanda de métodos de gravação de imagem, novos produtos surgem, hoje já é possível encontrar no mercado câmeras compactas que se acoplam a óculos, ouvido ou gola do uniforme, além de pistolas e aparelhos de eletrochoque que começam a gravar assim que o saque ou disparo é percebido. A aplicação das câmeras não está restrita a flagrar delitos e conduta questionável, podendo ser usada para prevenção de crime e comportamento criminoso.

## Financiamento público
O Centro Nacional de Pesquisa, Teste e Avaliação de Tecnologia da Justiça Criminal, do Departamento de Justiça dos Estados Unidos, conduziu pesquisas de mercado sobre as câmeras para ajudar as organizações na compra da melhor câmera. A pesquisa discutiu a funcionalidade do dispositivo, óptica, áudio, GPS e várias outras categorias. O preço dessas câmeras varia entre 200 e 2 mil dólares. Nos Estados Unidos é possível receber subsídio do Governo Federal na aquisição de equipamento de áudio e vídeo (dentre outros) para melhorar o portfólio de equipamentos de determinado departamento ou agência. No começo de 2021, o programa expandiu para outros tipos departamentos de polícia: pequeno, rural e tribal (SRT), uma das cidades a se beneficiar do programa foi Beulah, a cidade, com pouco mais de 3.100 habitantes, foi beneficiada com US$ 3.750 para a aquisição de 5 câmeras.

## Aplicações

### Aplicação da lei
Câmeras vestíveis são usadas pela polícia e outras organizações de aplicação da lei em países ao redor do mundo. As câmeras têm como objetivo melhorar a interação entre os policiais e o público. A primeira geração de câmeras corporais 'modernas' foi introduzida por volta de 2005 no Reino Unido, seguida de 2014 em diante por uma implementação em grande escala nos Estados Unidos, principalmente para aumentar a transparência e a responsabilidade policial . Outros países seguiram a tendência. Os primeiros estudos mostraram resultados positivos, mas as replicações levaram a resultados mistos. Foi demonstrado que os resultados diferem dependendo do contexto local e das diretrizes que regulam a ativação das câmeras corporais. Os desafios incluem treinamento, privacidade, armazenamento e o uso de gravações posteriormente no sistema judicial. 

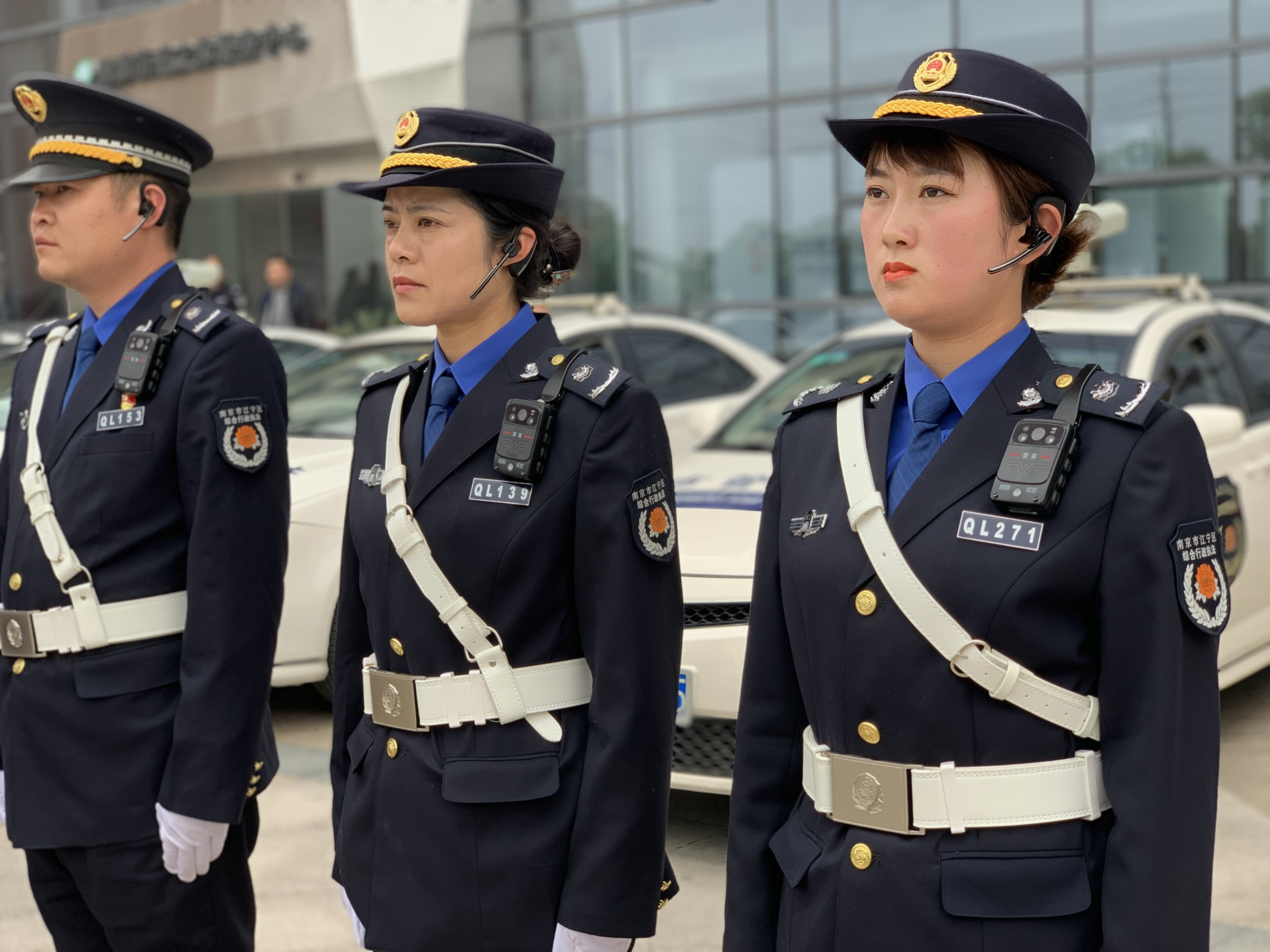
Polícia na China fazendo uso de câmera corporal.

Uma revisão sistemática avaliou as evidências disponíveis sobre o efeito das câmeras usadas no corpo na aplicação da lei sobre o comportamento da polícia e dos cidadãos. Eles descobriram que as câmeras usadas no corpo podem não afetar substancialmente o comportamento do policial ou do cidadão e que os efeitos sobre o uso da força e as atividades de prisão são inconsistentes e insignificantes. A pesquisa sugere que não há efeitos claros das câmeras em termos de comportamento dos cidadãos, como ligações para a polícia e resistência à prisão. A análise subsequente da pesquisa confirma essas descobertas e chama a atenção para como o escopo de muitas avaliações falha em levar em conta o contexto local ou as perspectivas dos cidadãos.

### Combate militar

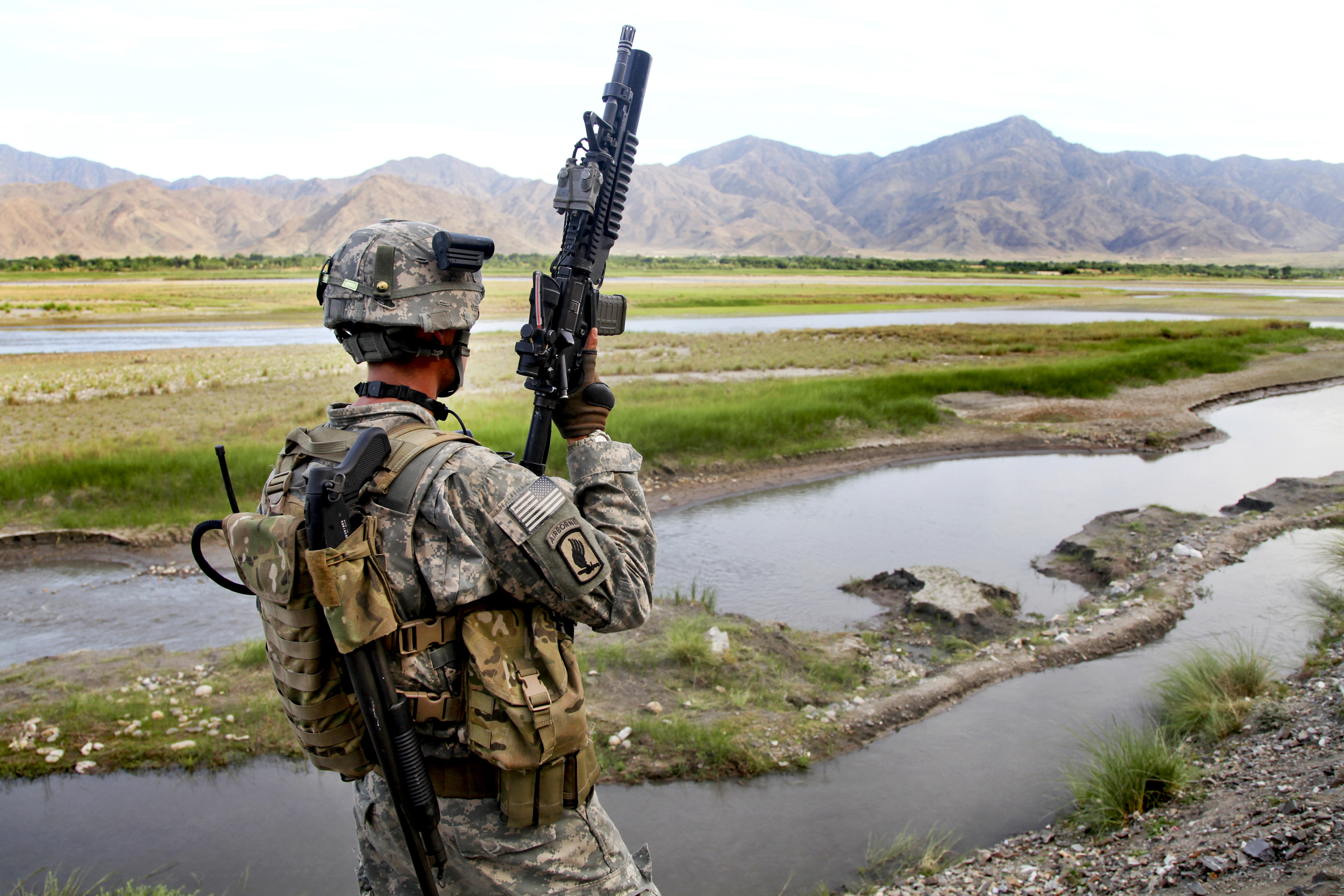
Soldado dos EUA no Afeganistão com uma câmera de capacete, 2010

Câmeras usadas no corpo, bem como câmeras de capacete são usadas nas forças armadas. O vídeo pode ser armazenado localmente ou transmitido de volta para um centro de comando ou posto militar avançado. Um exemplo notável disso foi o ataque ao complexo de Osama Bin Laden, onde se acredita que o vídeo do ataque foi transmitido à Casa Branca. Em 2013, um soldado da Marinha Real Britânica foi condenado por assassinato após atirar e matar um insurgente afegão ferido e desarmado, contrariando a Convenção de Genebra. O incidente foi gravado por uma câmera de capacete cujas imagens e sons foram usados como prova em corte marcial. Em 2016, uma câmera recuperada do capacete de um combatente morto ofereceu imagem contrastante do caos e do pânico na batalha com o peshmerga curdo.

### Combate a incêndios

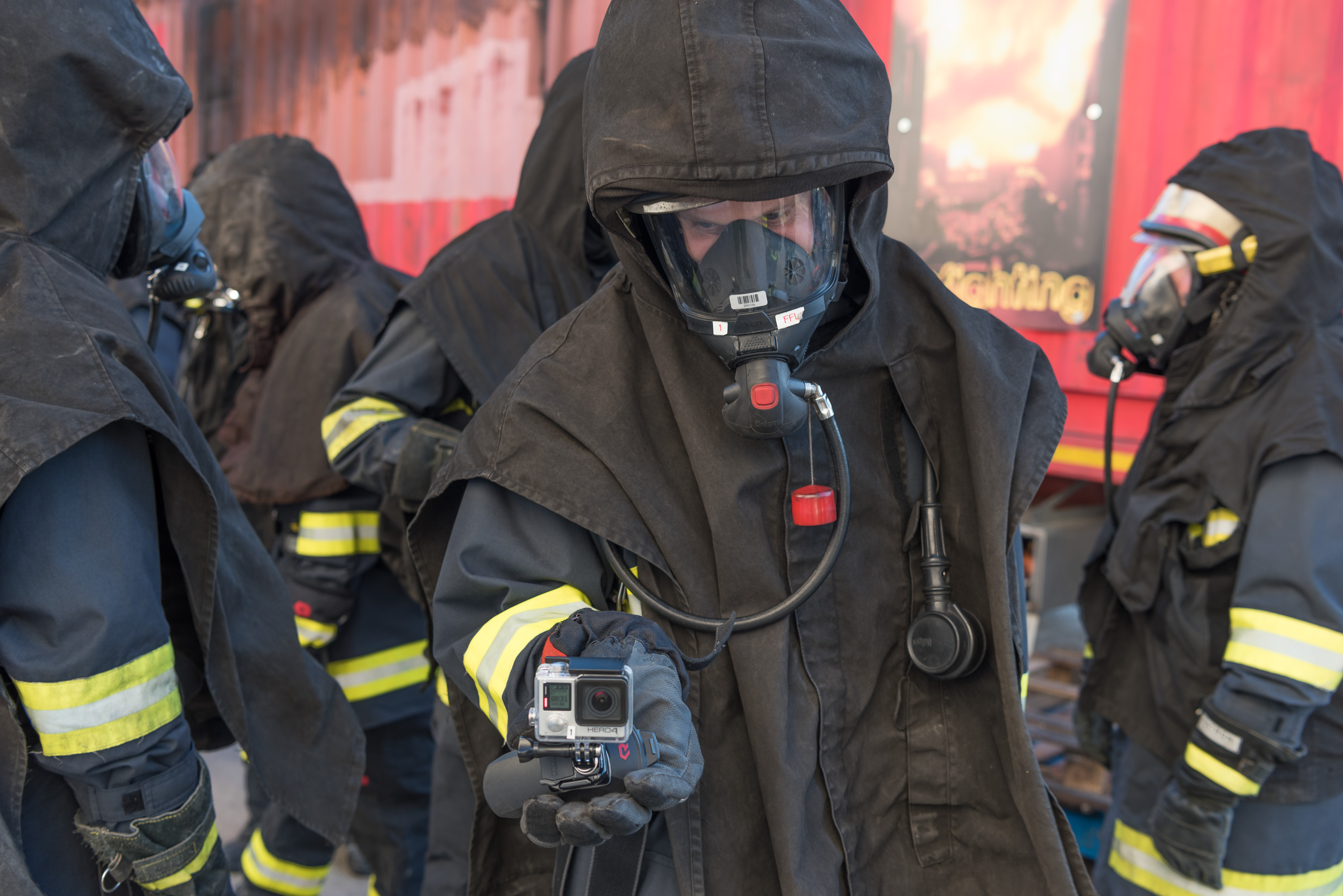
Bombeiro com câmera corporal

Os bombeiros usam câmeras de capacete como uma ferramenta para avaliar incêndios e para fins de comunicação e treinamento. As câmeras nesta ocupação geralmente são câmeras térmicas para poder ver no escuro e dentro de edifícios cheios de fumaça. A realidade aumentada pode ser adicionada para acentuar contornos de objetos e pessoas. Dentro dos Estados Unidos cada vez mais departamentos adotam o uso de câmera corporal. No exterior é comum a gravação para fim educativo e instrucional, inclusive no Brasil. Os bombeiros da França firmaram parceria para se equiparem com câmeras corporais após uma série de ataques. A Alemanha equipa alguns departamentos com câmeras.

### Assistência médica

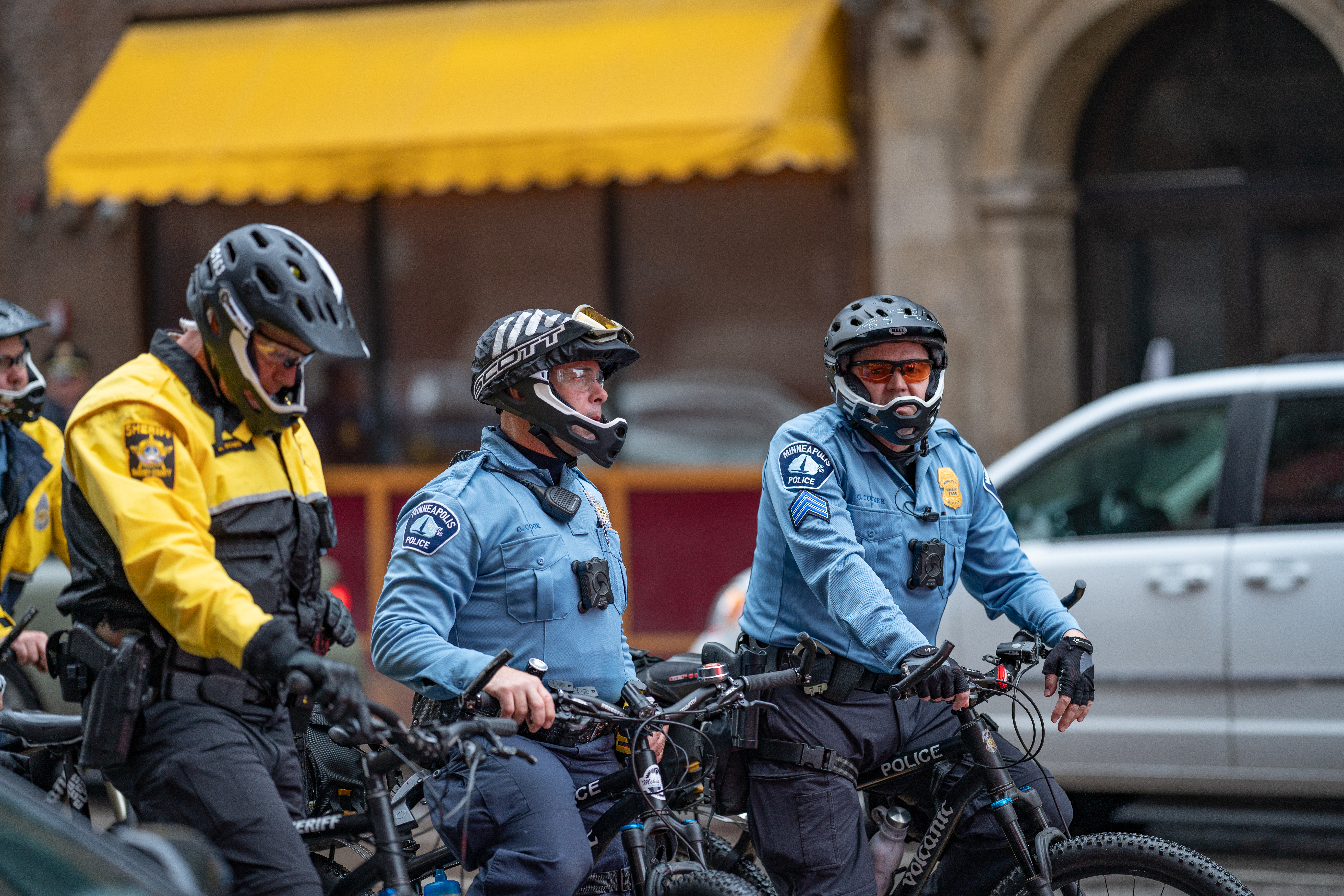
Policiais de bicicleta com câmera acoplada ao uniforme.

As bodycams foram sugeridas e exploradas em partes da área médica. Os dados gravados podem auxiliar na pesquisa médica e limitar os erros causados por auto-relato com dados imprecisos. Especula-se que a subnotificação seja comum durante a realização de avaliações dietéticas e nutricionais. A pesquisa sugere que a gravação reduz a subnotificação durante essas avaliações. As câmeras podem, por exemplo, ser usadas como próteses de memória para condições que afetam a memória. Dispositivos vestíveis têm sido usado para auxiliar em ambientes clínicos. Em 2013, o Google Glass foi usado para auxiliar uma cirurgia, fornecendo uma maneira quase totalmente sem uso de mãos para transmitir e receber a consulta de outro cirurgião. Câmeras corporais foram fornecidas à equipe do hospital pelo Cardiff and Vale Health Board no País de Gales, no Reino Unido. As câmeras foram implementadas para reduzir a probabilidade de ataques violentos contra funcionários. De acordo com o gerente que dá suporte aos funcionários agredidos, as câmeras - e principalmente a gravação de áudio - têm sido vitais para o sucesso dos processos.

## Uso

### No Brasil

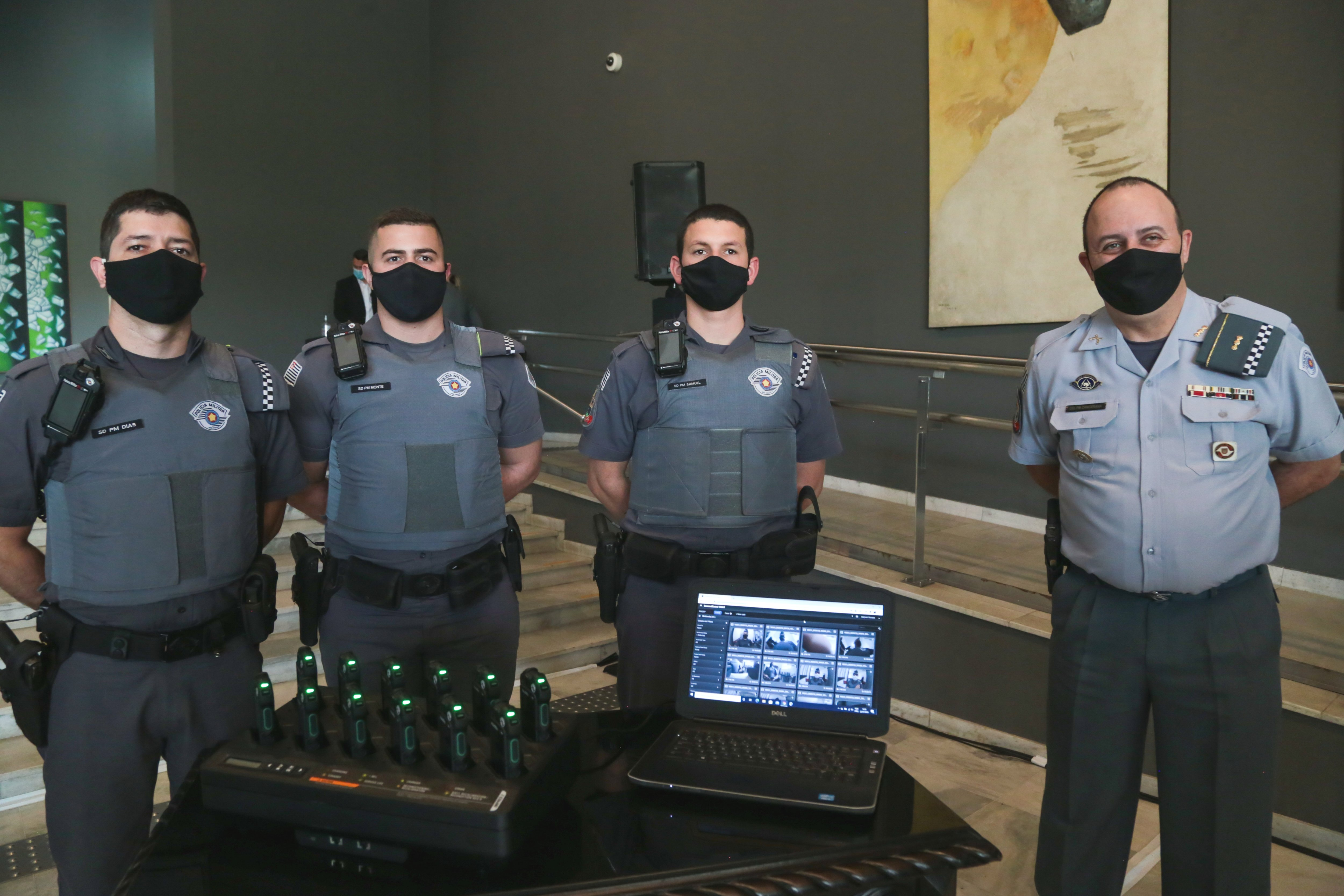
Governo de São Paulo realizou evento para introduzir novas tecnologias à polícia.

No Brasil, os estados começaram a implementar o equipamento ainda em 2018, hoje os aparelhos compõem os uniformes das seguintes polícias militares brasileiras: São Paulo, Canoas, Santa Catarina, Porto Alegre, Rondônia, Rio de Janeiro, dentre outros. Em 2012 o Distrito Federal testou modelos de câmera acoplada aos óculos.
O número de câmeras em uso é superior a 6.620 (4.8%), no entanto, o contingente ativo para os estados que adotam o equipamento é superior a 140.000 militares ou 34% do efetivo nacional de 406.000 policiais militares.
O modelo mais avançado é do estado de São Paulo, a entrega dos aparelhos foi finalizada em maio de 2020, em parceria com a Axon. São Paulo foi o primeiro a adotar um equipamento da marca no Brasil. Além do modelo Axon 3, lançado em 2016, o estado também adquiriu novos modelos Taser X2.
A Axon Enterprise (anteriormente Taser International) é conhecida, principalmente, por seu equipamento menos-letal de eletrochoque (Taser), e foi uma das primeiras a entrar no mercado de bodycam. A América Latina é responsável por 5% do mercado da marca.

### Nos Estados Unidos
Em 2014, ocorreu a primeira iniciativa nos Estados Unidos, uma implementação em grande escala, principalmente para aumentar a transparência e a responsabilidade policial. No começo de 2021, nos Estados Unidos o programa foi expandido para departamentos de polícia de outros tamanhos: pequeno, rural e, tribal (SRT).
Os bombeiros usam câmeras de capacete como uma ferramenta para avaliar incêndios e organizar treinamentos. Dentro dos Estados Unidos alguns departamentos adotaram o uso de câmera corporal.

## Debates

### Preocupações com a privacidade

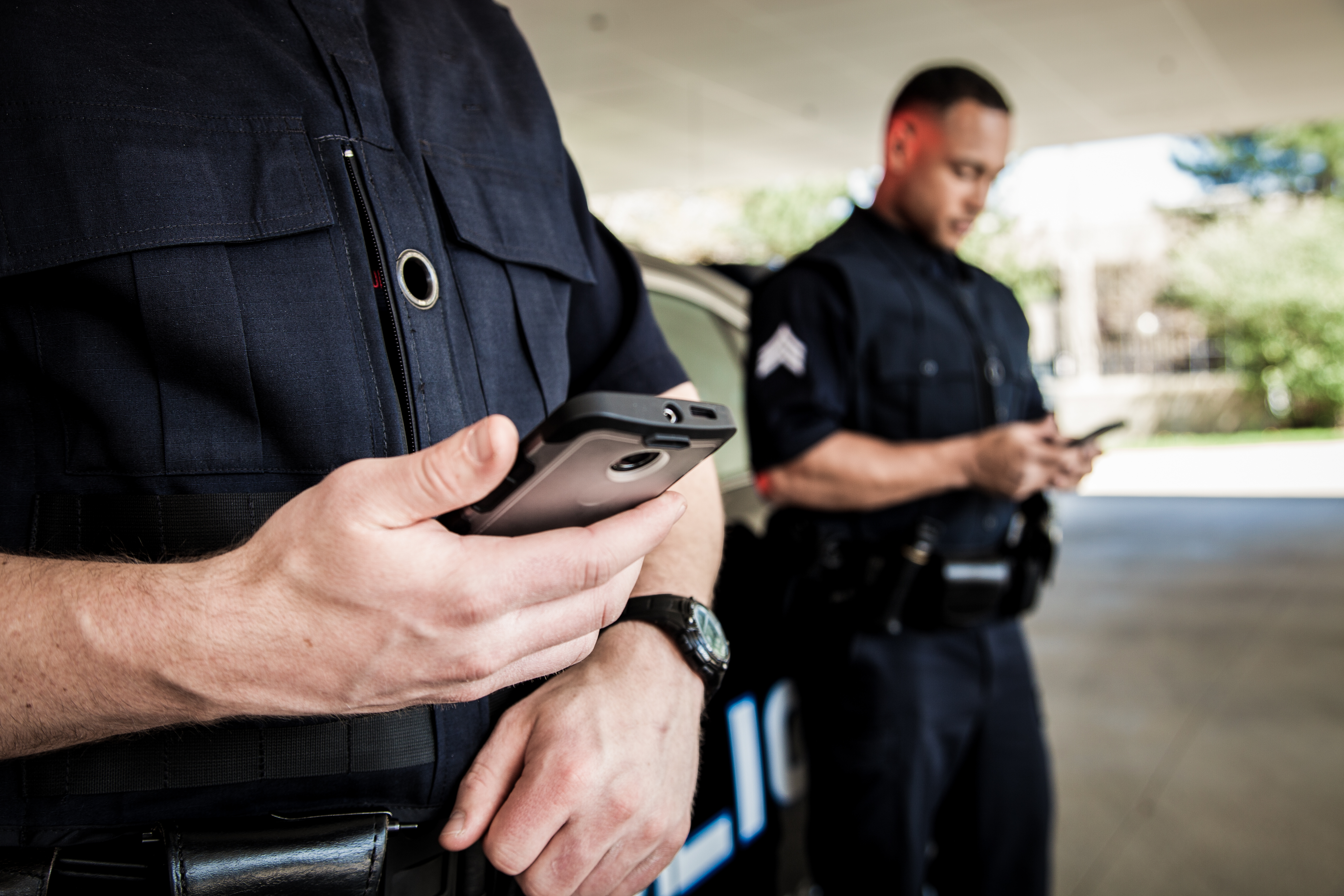
Uma câmera corporal discreta, sob o uniforme.

Preocupações com a privacidade foram levantadas com essa tecnologia, principalmente no contexto dos óculos do Google e do policiamento. O advento da coleta de dados em grande escala, possivelmente em combinação com o reconhecimento facial e outras tecnologias capazes de interpretar vídeos em massa, significa que todas as câmeras, incluindo câmeras corporais, podem criar um meio de rastrear pessoas onde quer que elas vão. No policiamento, os críticos alertaram que cada policial pode se tornar uma "câmera de vigilância itinerante". A American Civil Liberties Union sugeriu políticas para equilibrar os direitos dos cidadãos com o desejo de mais transparência e responsabilidade.

### Debate sobre uso no policiamento

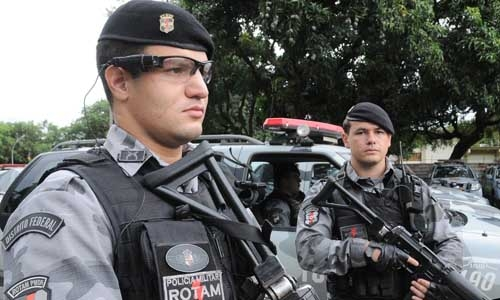
PMDF testou modelos menores ainda em 2012.

A discussão sobre policiais usando câmeras corporais tem sido um debate há anos, já que muitos policiais começaram a usar câmeras corporais por volta de 2014, apesar do projeto piloto só ter sido efetivamente lançado anos mais tarde. Nem todos concordam com o uso de câmeras corporais, mas elas se tornam benéficas no caso de coleta de informações valiosas relacionadas a um crime que foi ou está sendo cometido. Ao mesmo tempo, a privacidade dos cidadãos pode ser comprometida por câmeras corporais, potencialmente expondo-os a publicidade indesejada. A responsabilidade da polícia aumenta, pois ela usa câmeras para garantir a proteção do público contra a má conduta policial e outros crimes.